# Luca Sanchez
Luca Sanchez (ur. 18 marca 1999 w Perpignan) – francuski tenisista.

## Kariera tenisowa
Zadebiutował w cyklu ITF Men’s Circuit w 2018 roku, a w 2022 w ATP Challenger Tour.
Jego pierwszym turniejem tenisowym rangi ATP Tour był Open Sud de France 2023, gdzie rywalizował w grze podwójnej w parze z Théo Arribagé osiągając ćwierćfinał.
W 2023 roku wraz z Théo Arribagé otrzymał dziką kartę na turniej gry podwójnej podczas French Open, gdzie dotarli do 2. rundy.
W rankingu gry pojedynczej najwyżej był na 1875. miejscu (4 stycznia 2021), a w klasyfikacji gry podwójnej na 167. pozycji (22 maja 2023).